# Ограда Колодозерского погоста
Огра́да Колодозе́рского пого́ста — рубленая деревянная ограда конца XVIII века, единственный сохранившийся элемент архитектурного ансамбля Рождественского Колодозерского погоста, расположенного в деревне Погост в Пудожском районе Карелии. Объект культурного наследия регионального значения.

## Описание
Храмовый комплекс погоста, являвшийся композиционным центром деревень, расположенных по берегам Колодозера, находился на полуострове, вдающемся в озеро. Ограда комплекса была поставлена поперёк узкой части полуострова, отделяя его от деревни. В ограде были устроены торговые лавки, рядом с которыми размещалась пара амбаров, формируя таким образом торговую площадь деревни. К концу XX века от ансамбля сохранилась только входная конструкция ограды, состоящая из арки входа и срубов торговых лавок по бокам от неё.
Сохранившиеся архитектурно-конструктивные детали входной конструкции аналогичны ограде Ильинского Водлозерского погоста. Однако, в отличие от Ильинского погоста, в Колодозере арочный проём акцентирован небольшой башенкой, торговые ряды длиннее, имеют более глубокий навес и завершаются амбарами (утраченными к настоящему времени), которые формируют границы торговой площади.
Вход представляет собой арочный проём между торговыми лавками, над которым надстроен невысокий квадратный в плане сруб, покрытый четырёхскатной крышей. Торговые лавки рублены из сосновых брёвен в виде двух срубов, поставленных в одну линию. Углы рублены «в обло» с остатком, стены отёсаны изнутри. Слеговые крыши срубов — двускатные, изначально были крыты тёсом. Передний скат удлинён, формирует навес. Этот скат опирается на балку, поддерживаемую выпусками поперечных стен. Под навесом устроен помост из толстых досок. Внутри срубы поделены на отсеки поперечными перерубами. Декор отсутствует (не сохранился). Ширина торгового ряда варьируется от 2,93 до 3,94 м. Общая длина около 32 м.

## История

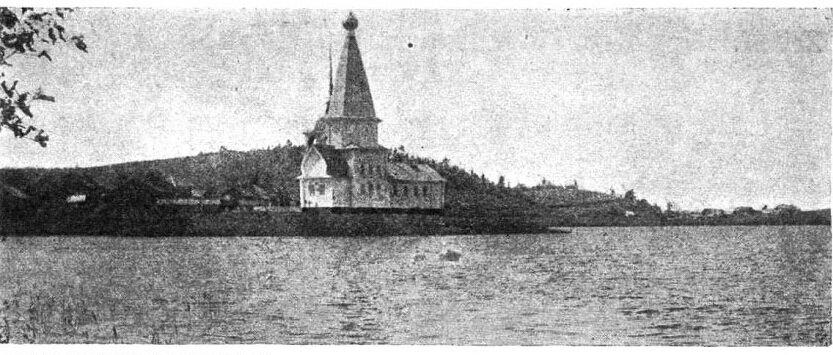
Колодозерский погост в начале XX века

Исходя из строительной истории церкви Рождества Богородицы, построенной в 1784 году, можно предположить такую же датировку для времени постройки ограды — конец XVIII века. Анализ архитектурно-конструктивных деталей ограды не противоречит этому предположению. Согласно «Страховым оценкам», в 1885 году торговый ряд Колодозерского погоста состоял из 8 срубов, а к 1913 году уже был перестроен до 10 срубов.
В 1936 году церковь была переделана под клуб, а колокольня разобрана. В 1947 году А. В. Ополовников и В. В. Толкушкин выполнили обмеры сохранившихся архитектурных объектов погоста. Храм сгорел в 1977 году.
К моменту осмотра комплекса В. Ф. Хеглунд в 1970 году северо-западная торговая лавка состояла из двух срубов, а юго-восточная — из четырёх, то есть 4 из 10 срубов были утрачены. Она отнесла к периоду XIX века следующие изменения в конструкции торговых рядов: закладку широких проёмов и новых дверей, надстройку северного сруба, зашивку досками пространства между торговой лавкой и восточным амбаром, сооружение западного амбара с четырёхскатной стропильной крышей.
В 1971 году комплекс Колодозерского погоста был поставлен на охрану как памятник архитектуры местного значения. Впоследствии (в 2016 году) в ЕГРОКН были внесены следующие элементы комплекса:
- Ворота ограды —  Объект культурного наследия народов РФ регионального значения. Рег. № 101610612680015 (ЕГРОКН). Объект № 1000738001 (БД Викигида).
- Северо-западная торговая лавка —  Объект культурного наследия народов РФ регионального значения. Рег. № 101610612680035 (ЕГРОКН). Объект № 1000738002 (БД Викигида).
- Юго-восточная торговая лавка —  Объект культурного наследия народов РФ регионального значения. Рег. № 101610612680045 (ЕГРОКН). Объект № 1000738003 (БД Викигида).
- Восточный амбар с двускатной самцовой крышей —  Объект культурного наследия народов РФ регионального значения. Рег. № 101610612680025 (ЕГРОКН). Объект № 1000738004 (БД Викигида).

В 1988 году комплекс обследовался архитектором Е. В. Вахрамеевым. Он зафиксировал замену тёсовых кровель на асбофанерные, утрату полотна ворот центрального входа и столбов навеса. Восточный амбар ещё существовал, однако к настоящему времени ни один амбар не сохранился.
По результатам обследования 2019 года состояние комплекса было признано неудовлетворительным: срубы деформированы, кровля над воротами утрачена. Однако энтузиасты-волонтёры взялись за восстановление комплекса: получили разрешение Управления по охране объектов культурного наследия Республики Карелия, заказали разработку проектной документации на реставрацию в АНО «Традиция» под руководством А. Б. Бодэ. В 2021 году выполнена переборка северной части торговых рядов.

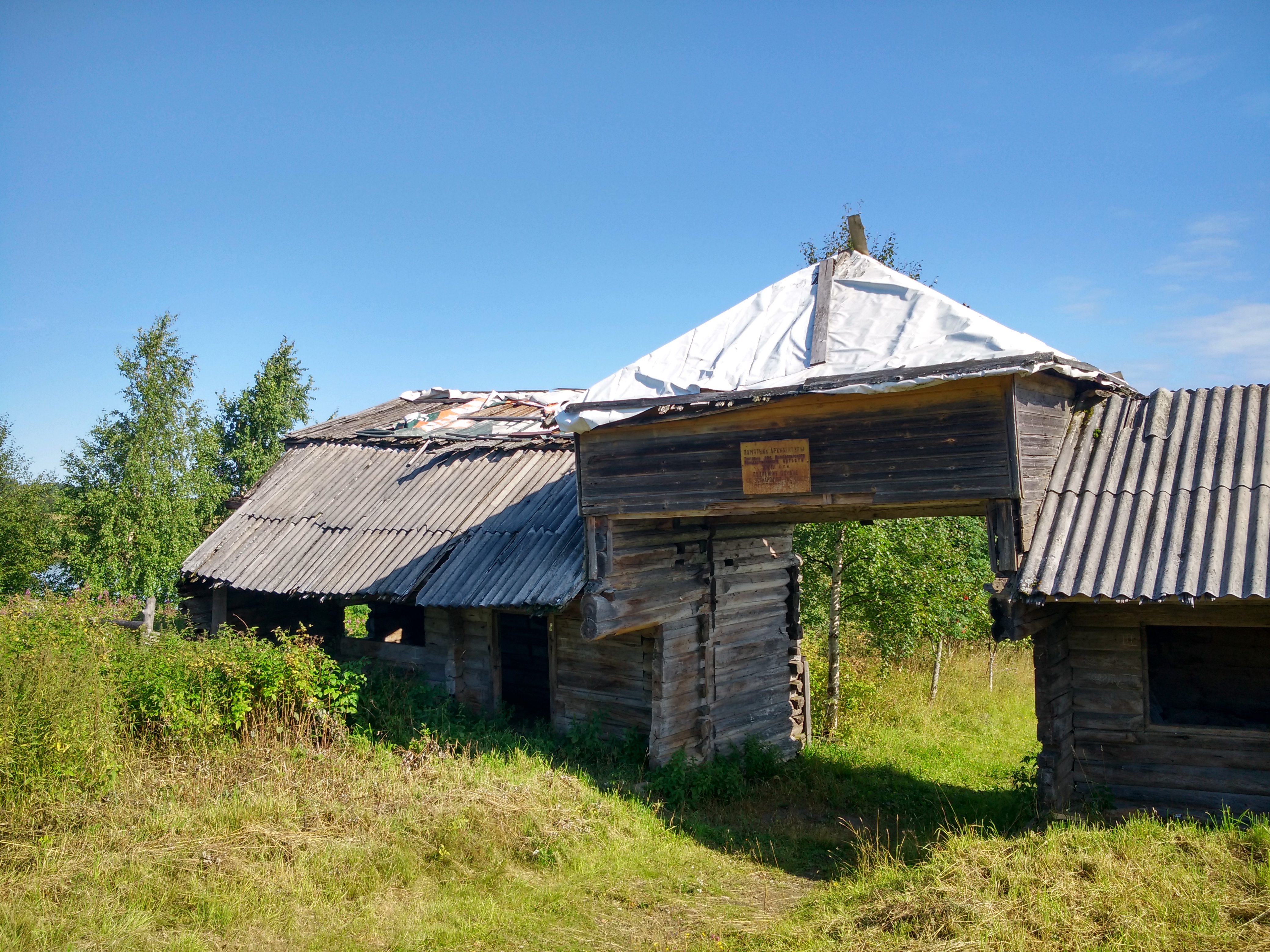
Северо-западная лавка с аркой центральных ворот (2019 г.)
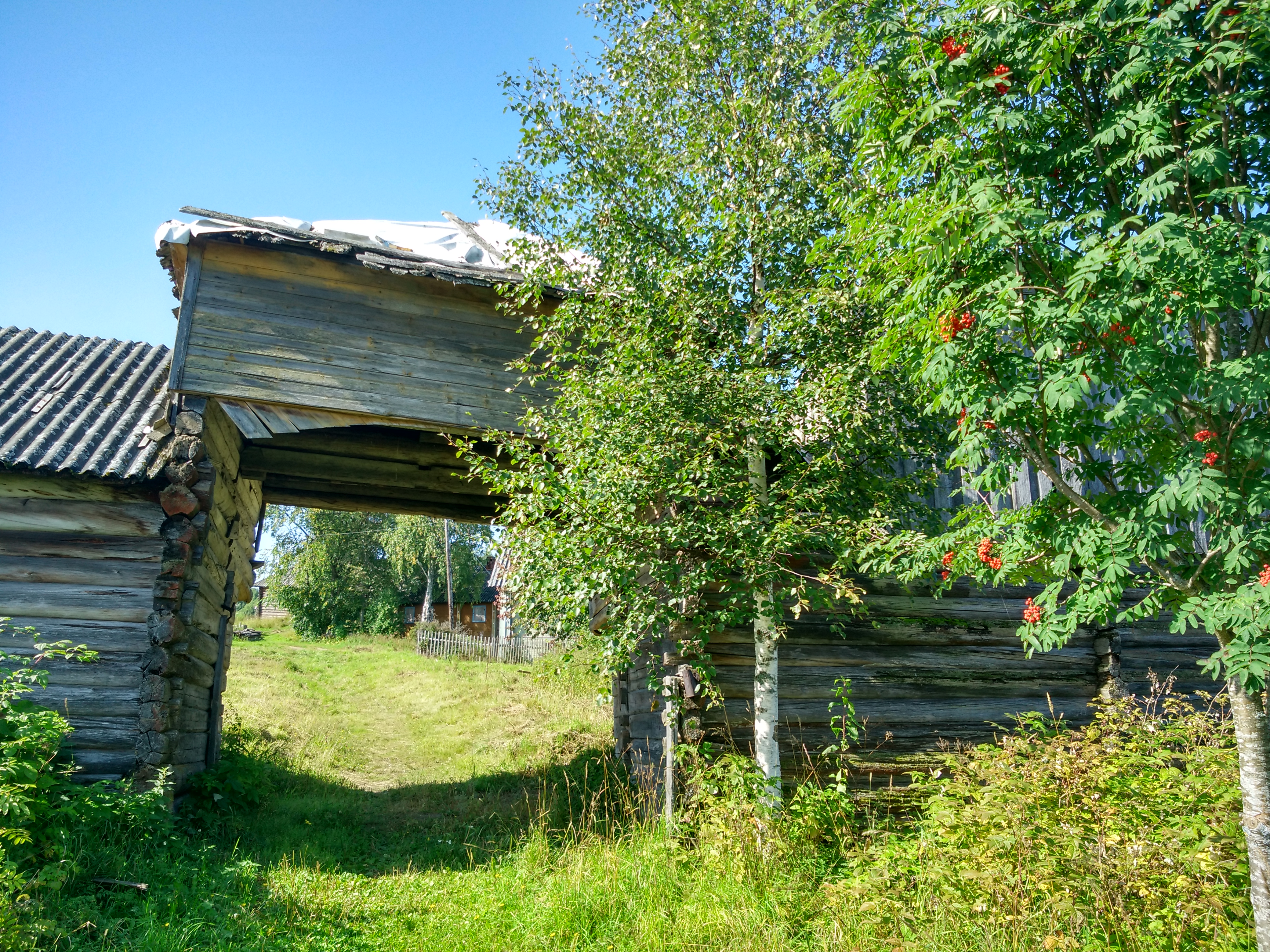
Арка ворот изнутри (2019 г.)
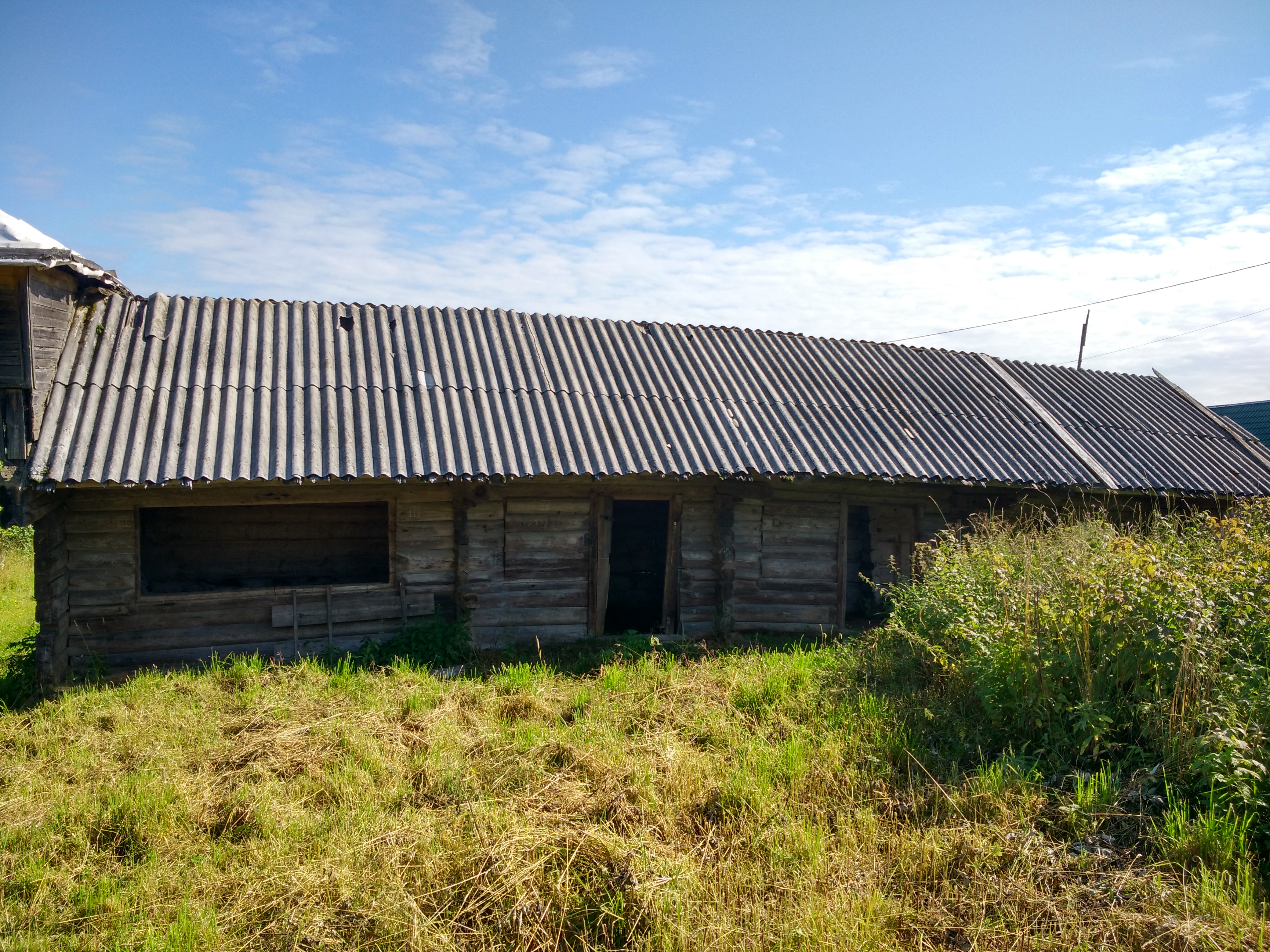
Юго-восточная лавка (2019 г.)
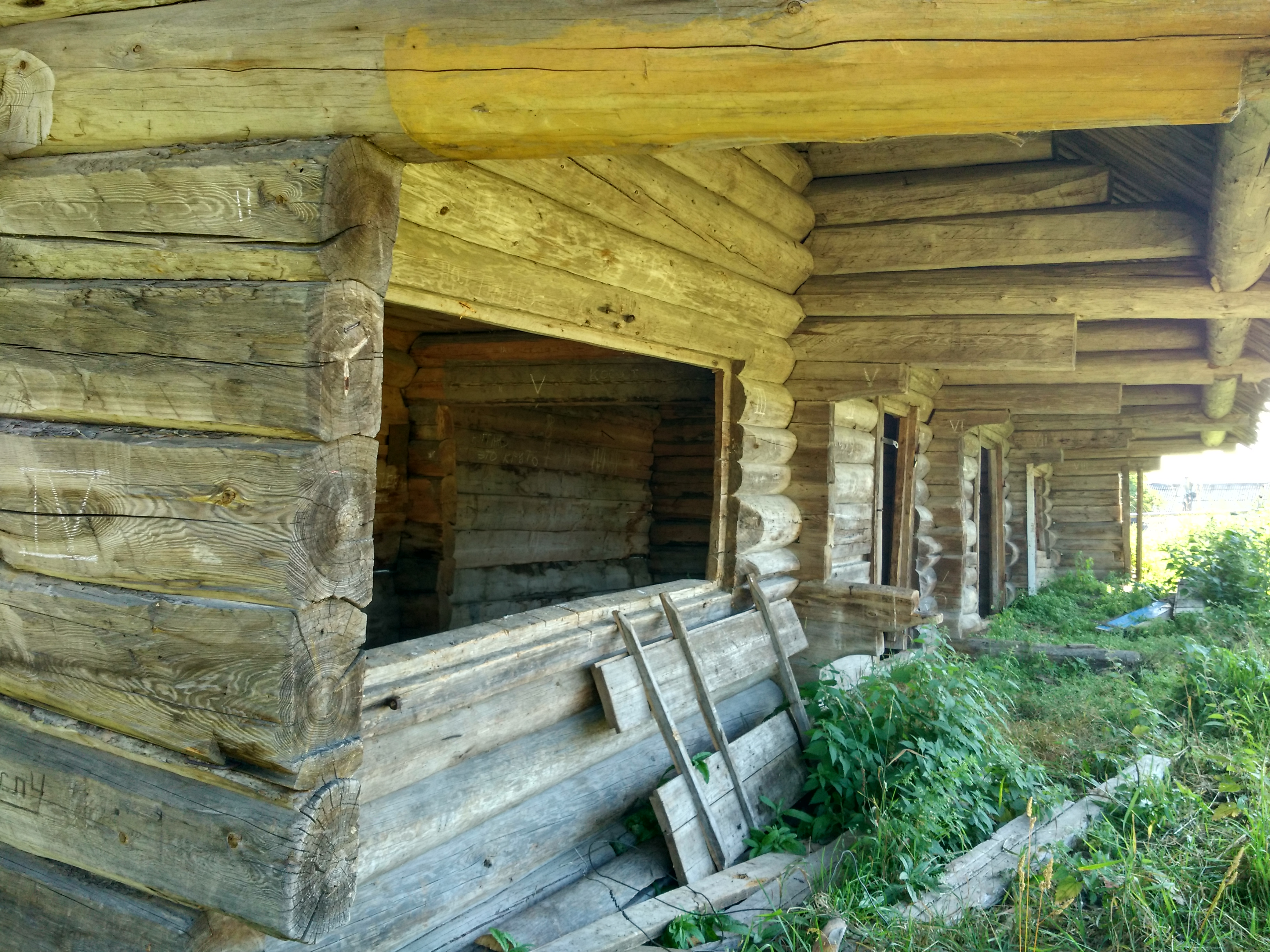
Навес юго-восточной лавки (2019 г.)